# Župnija Brestanica
Župnija Brestanica je rimskokatoliška teritorialna župnija Dekanije Videm ob Savi Škofije Celje.
Do 7. aprila 2006, ko je bila ustanovljena Škofija Celje, je bila župnija del Savskega naddekanata Škofije Maribor. Konec 18. stoletja se je iz nje izločila Župnija Koprivnica, leta 1964 pa še Župnija Senovo.
Od leta 1881 so v Brestanici delovali tudi menihi trapisti, ki so na Gradu Rajhenburg imeli Trapistovski samostan Marijinega odrešenja Rajhenburg. Znani so bili predvsem po svoji tovarni čokolade in likerja, pa tudi po naprednem mehaniziranem kmetijstvu. Ob okupaciji leta 1941 je nacistična oblast menihe izgnala, na samostanskem kompleksu pa ustanovila največje zbirno taborišče za izgon Slovencev v Sloveniji. Po vojni so se menihi vrnili za dve leti, nakar je leta 1947 komunistična oblast vse njihovo premoženje nacionalizirala, menihi pa so se ponovno razkropili.

## Sakralni objekti
| #   | Slika                     | Cerkev                                          | Kraj               |
| --- | ------------------------- | ----------------------------------------------- | ------------------ |
| 1.  | Klikni za spremembo slike | Bazilika Lurške Matere Božje (župnijska cerkev) | Brestanica         |
| 2.  | Klikni za spremembo slike | Cerkev sv. Ahaca                                | Stranje            |
| 3.  | Klikni za spremembo slike | Cerkev sv. Antona                               | Gorenji Leskovec   |
| 4.  | Klikni za spremembo slike | Cerkev sv. Boštjana                             | Brestanica         |
| 5.  | Klikni za spremembo slike | Cerkev sv. Duha                                 | Gorica pri Raztezu |
| 6.  | Klikni za spremembo slike | Cerkev sv. Kancijana                            | Rožno              |
| 7.  | Klikni za spremembo slike | Cerkev sv. Križa                                | Armeško            |
| 8.  | Klikni za spremembo slike | Cerkev sv. Mohorja in Fortunata                 | Brestanica         |
| 9.  | Klikni za spremembo slike | Cerkev sv. Petra in Pavla (nekdanja župnijska)  | Brestanica         |
| 10. | Klikni za spremembo slike | Cerkev Vseh svetnikov                           | Poklek nad Blanco  |

Poleg omenjenih objektov se nahajata v gradu Rajhenburg še dve kapeli sv. Nikolaja (romanska in gotska), ki nista bogoslužni.
Cerkev Marijinega vnebovzetja na Čanju na Grački Gori spada pod Župnijo Sevnica, stoji pa na meji med župnijama. Maše na tej podružnici izmenično vodita sevniški in brestaniški župnik.